# Charango (Morcheeba)
Charango è il quarto album in studio del gruppo musicale britannico Morcheeba, pubblicato il 1º luglio 2002 dalla Sire Records, dalla Reprise Records e dalla Warner Bros. Records.

## Descrizione
Prodotto dai fratelli Godfrey insieme a Chris Harrison e Pete Norris, l'album rappresenta un ritorno alle origini per i Morcheeba, che si cimentano nella realizzazione di un progetto discografico più complesso rispetto al precedente. Se in Fragments of Freedom (2000), il gruppo si era avvicinato al genere pop con l'intenzione di parodiare l'ambiente commerciale radio-televisivo di MTV, con Charango si addentrano nuovamente in generi sperimentali traendo ispirazione in particolare dal movimento tropicalista brasiliano che ibridano con sonorità proprie del soul, del rhythm & blues e del trip hop. Il titolo dell’album, così chiamato - a detta di Paul Godfrey -  «perché riassume la dolcezza e l'autenticità dei suoni al suo interno», fa appunto riferimento ad una chitarra a dieci corde, realizzata con un guscio di armadillo, tipica dell'America meridionale. Il disco infatti venne concepito dal gruppo anche con l'intento di riconquistare quella fascia di pubblico rimasta delusa dall’eccessiva incursione nella musica mainstream intrapresa con Fragments of Freedom, lo stesso Ross Godfrey in un'intervista rilasciata a The Quietus nel 2013 ha ammesso:

Alla composizione del lavoro discografico, i Morcheeba collaborano per la prima volta con Kurt Wagner, frontman del gruppo  alternative country Lambchop, insieme al quale realizzano i brani What Do New York Couples Fight About e Undress Me Now. A proposito della collaborazione artistica con il cantautore statunitense, Ross Godfrey ha dichiarato in un'intervista per The Guardian:
Oltre a Wagner il trio si avvale anche della collaborazione di due rapper statunitensi: Slick Rick e il componente del collettivo hip hop Outsidaz, Pace Won, il quale presta la voce alla traccia Charango e duetta con Skye in Get Along. Più complicata si rivelò la partecipazione di Slick Rick, negli anni novanta l'artista, di origine londinese, era stato infatti condannato a scontare una pena detentiva di cinque anni negli Stati Uniti, motivo per cui si mostrò diffidente nel lasciare la sua casa adottiva per tornare a registrare nel Regno Unito, temendo eventuali difficoltà al suo rientro. L'incisione del brano Women Lose Weight a cui Rick prende parte fu quindi completato presso gli Electric Lady Studios di New York.

## Promozione
L'annuncio della pubblicazione dell'album risale al 24 aprile 2002, data in cui il gruppo musicale ha rivelato il titolo del nuovo progetto discografico. Charango è stato presentato in anteprima al pubblico il 9 maggio, in occasione di un concerto svoltosi presso la Union Chapel di Londra, in cui hanno eseguito le canzoni inedite con l'accompagnamento di un'orchestra.
Il primo singolo estratto è stato Otherwise, lanciato sul mercato il 24 giugno e che ha trainanto così l'uscita dell'album. Come secondo singolo è stato scelto il brano Way Beyond, commercializzato a partire dal 14 ottobre. Nel marzo 2003, infine, è stato pubblicato come terzo ed ultimo singolo Undress Me Now.

## Accoglienza
| Recensione           | Giudizio |
| -------------------- | -------- |
| AllMusic             |          |
| Blender              |          |
| Entertainment Weekly |          |
| Pitchfork            |          |
| The Guardian         |          |
| The Independent      | positivo |

Su Metacritic, che assegna un voto in base 100 raccogliendo le varie recensioni delle principali testate giornalistiche, Charango ha ricevuto un voto di 61/100 basato su 12 recensioni.
Scrivendo per All Music, Brian O'Neill offre un'opinione positiva sull'album, asserendo: «Il miglior disco della band da un po' di tempo, e per chiunque non sia un purista, è forse il migliore di sempre dei Morcheeba». Anche Andy Jill sul The Independent commenta favorevolmente il disco, esplicitando: «Continuando i progressi compiuti dai Morcheeba con Fragments of Freedom del 2000, Charango è un album il cui ambizioso eclettismo è unificato dai loro classici ritmi downtempo e dai modi balsamici». Alexis Petridis per The Guardian scrive: «Avrebbe potuto anche essere fatto con molti meno assoli di sassofono di buon gusto, che inevitabilmente richiamano la musica che accompagna le coreografie di un thriller erotico. Per la maggior parte, tuttavia, Charango evita il flagello della mitezza con la stessa abilità con cui evita gli eccessi tipici delle pop star occidentali che suonano la world music. Date le circostanze, devi concludere che i Morcheeba hanno segnato una vittoria contro le probabilità». Sfavorevole invece è stato il giudizio di Christopher Dare per Pitchfork, in cui afferma: «Charango puzza del tentativo della Warner Brothers di trovare un pubblico valido per questa band in declino, e l'apparentemente anti-consumista Way Beyond suona vuota accanto al resto di questi imperativi di marketing mascherati da canzoni». Modeste le recensioni di John Muller per Blender che commenta: «La voce di Skye Edwards è ancora dolce come un battito cardiaco svolazzante, ma questa è una band che ha assolutamente bisogno di accentuare il negativo», e di 
Kristina Feliciano per Entertainment Weekly, la quale scrive: «Un tipico disco dei Morcheeba, Charango oscilla tra un debole languore e un blando letargo».

## Tracce
Testi e musiche di Paul Godfrey, Ross Godfrey e Skye Edwards, eccetto dove indicato.
1. Slow Down – 4:12
2. Otherwise – 3:43
3. Aqualung – 3:24
4. São Paulo – 4:32
5. Charango (feat. Pace Won) – 4:03
6. What New York Couples Fight About (feat. Kurt Wagner) – 6:16 (Paul Godfrey, Ross Godfrey, Skye Edwards, Kurt Wagner)
7. Undress Me Now – 3:25 (Paul Godfrey, Ross Godfrey, Skye Edwards, Kurt Wagner)
8. Way Beyond – 3:34
9. Women Lose Weight (feat. Slick Rick) – 4:18 (Paul Godfrey, Ross Godfrey, Skye Edwards, Slick Rick)
10. Get Along (feat. Pace Won) – 3:48
11. Public Displays of Affection – 3:09
12. The Great London Traffic Warden Massacre – 3:04 (Paul Godfrey, Ross Godfrey, Skye Edwards, Nick Ingman)

Traccia bonus nell'edizione giapponese
1. I'd Rather Kill Us (Than Watch You Leave) – 4:52

Tracce bonus nell'edizione limitata
1. Slow Down (Instrumental) – 4:09
2. Otherwise (Instrumental) – 3:41
3. Aqualung (Instrumental) – 3:23
4. São Paulo (Instrumental) – 4:28
5. Charango (feat. Pace Won) (Instrumental) – 4:02
6. What New York Couples Fight About (feat. Kurt Wagner) (Instrumental) – 6:15 (Paul Godfrey, Ross Godfrey, Skye Edwards, Kurt Wagner)
7. Undress Me Now (Instrumental) – 3:23 (Paul Godfrey, Ross Godfrey, Skye Edwards, Kurt Wagner)
8. Way Beyond (Instrumental) – 3:36
9. Women Lose Weight (feat. Slick Rick) (Instrumental) – 4:18 (Paul Godfrey, Ross Godfrey, Skye Edwards, Slick Rick)
10. Get Along (feat. Pace Won) (Instrumental) – 3:47
11. Public Displays of Affection (Instrumental) – 3:08
12. The Great London Traffic Warden Massacre (Instrumental) – 3:04 (Paul Godfrey, Ross Godfrey, Skye Edwards, Nick Ingman)

Tracce bonus nell'Australian Tour Edition
1. The Sea (KCRW Session / Live at Kampo Studios, NYC 26/7/02) – 5:37
2. Otherwise (KCRW Session / Live at Kampo Studios, NYC 26/7/02) – 3:52
3. Public Displays Of Affection (KCRW Session / Live at Kampo Studios, NYC 26/7/02) – 2:49
4. What New York Couples Fight About (KCRW Session / Live at Kampo Studios, NYC 26/7/02) – 6:20 (Paul Godfrey, Ross Godfrey, Skye Edwards, Kurt Wagner)
5. Blindfold (KCRW Session / Live at Kampo Studios, NYC 26/7/02) – 4:35
6. Way Beyond (KCRW Session / Live at Kampo Studios, NYC 26/7/02) – 3:10

## Formazione
Gruppo
- Skye – voce
- Paul Godfrey – arrangiamento, percussioni, scratch, cori
- Ross Godfrey – sintetizzatore analogico, arrangiamento, basso, charango, chitarra, armonica a bocca, clavicembalo, tastiere, tiple, cori

Altri musicisti
- Dan Goldman – tastiere (tracce 1-3 e 7-12)
- Pino Palladino – basso (tracce 1-3, 7, 11 e 12)
- Samantha Rowe – violoncello  (tracce 1 e 3)
- Nick Ingman – arrangiamento e direzione d'orchestra (tracce 2, 7-8 e 10-12)
- Miles Bould – percussioni (tracce 2-4 e 7-12)
- Ruth Hammond – flauto (traccia 3), sassofono (traccia 4)
- Debbie Cole – flauto (traccia 3)
- Christian Merry – cori (traccia 4)
- Richard Harrison – basso (traccia 4 e 8), cori (traccia 6)
- Pacewon – voce aggiuntiva (traccia 5 e 10)
- Brendan Coyle – cori (traccia 6)
- Nathan Beazer – cori (traccia 6)
- Thomas Haimovici – cori (traccia 6)
- Wyndam Wallace – cori (traccia 6)
- Kurt Wagner – voce aggiuntiva (traccia 6)
- Donald Gamble – percussioni (traccia 6)
- Michael Dove – cori (traccia 7 e 11-12)
- Miriam Stockley – cori (tracce 7 e 11-12)
- Steve Gordon – basso (tracce 8 e 10)
- Graeme Kyle – cori (traccia 8)
- Slick Rick – voce aggiuntiva (traccia 9)
- Tom Hodges – armonica a bocca (traccia 10), sassofono baritono (traccia 10)

Produzione
- Paul Godfrey – produzione, missaggio
- Ross Godfrey – produzione
- Pete Norris – produzione, ingegneria del suono
- Chris Harrison – co-produzione, ingegneria del suono
- Banzai – ingegneria del suono (registrazione)
- Adam Brown – ingegneria del suono (corde)
- Miles Showell – masterizzazione

## Classifiche

### Classifiche settimanali
| Classifica (2002)         | Posizione massima |
| ------------------------- | ----------------- |
| Australia                 | 19                |
| Austria                   | 8                 |
| Belgio (Vallonia)         | 28                |
| Francia                   | 10                |
| Germania                  | 11                |
| Irlanda                   | 11                |
| Italia                    | 6                 |
| Nuova Zelanda             | 7                 |
| Norvegia                  | 18                |
| Regno Unito               | 7                 |
| Repubblica Ceca           | 35                |
| Scozia                    | 7                 |
| Stati Uniti (heatseekers) | 8                 |
| Svizzera                  | 4                 |

### Classifiche di fine anno
| Classifica (2002) | Posizione |
| ----------------- | --------- |
| Francia           | 77        |
| Italia            | 65        |
| Svizzera          | 27        |